# 거대 구조 나선 은하

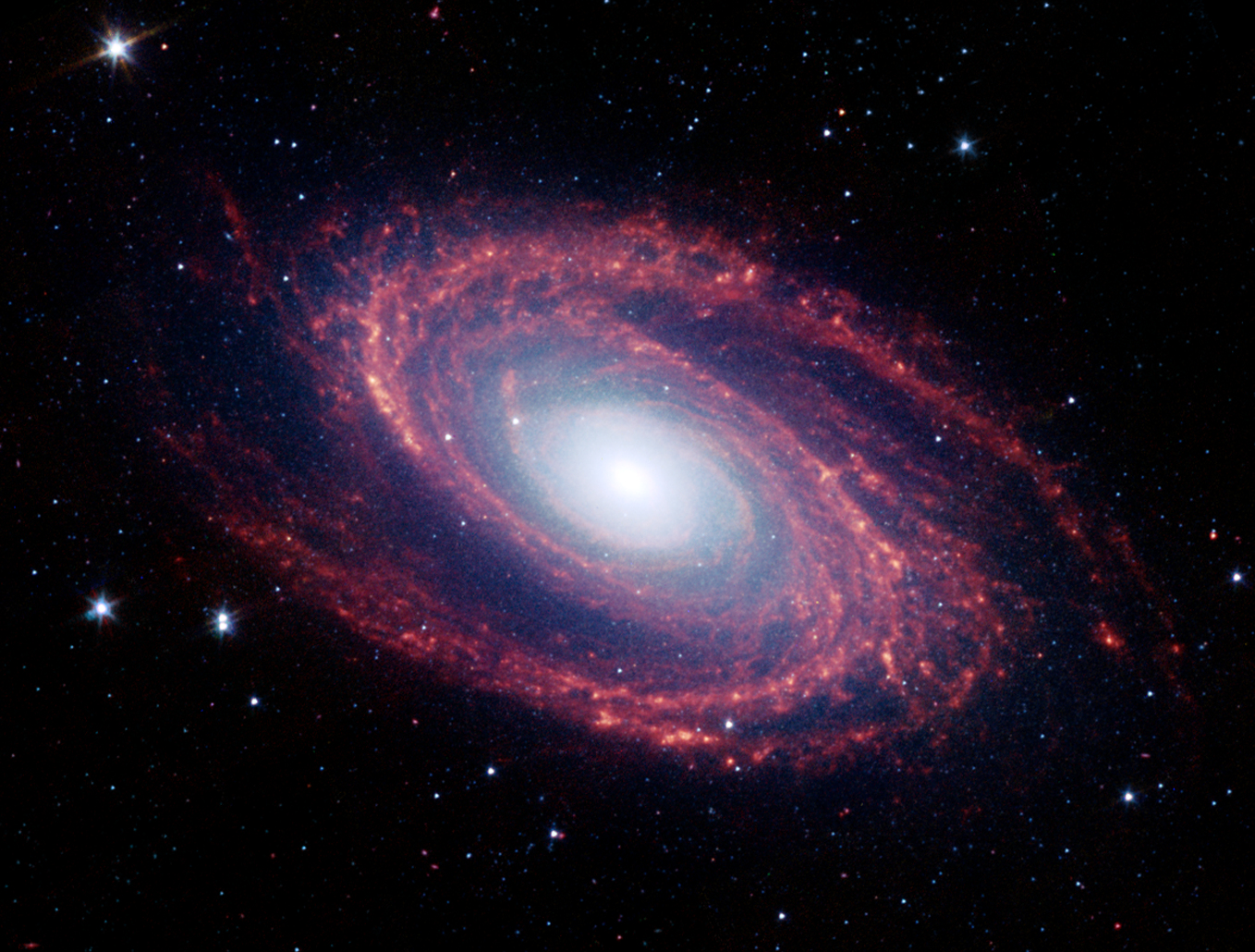
스피처 우주 망원경이 촬영한 보데 은하는 거대 구조 나선 은하의 한 예시이다.

거대 구조 나선 은하(영어: Grand design spiral galaxy)는 나선 은하의 일종으로, 미묘한 구조적 특징을 갖는 다중팔의 양털 나선 은하와는 달리 뚜렷하고 거대한 나선팔을 가지고 있다. 거대 구조 나선 은하의 나선팔은 수 라디안 정도로 은하를 감는 형태로 뚜렷하게 뻗어 있으며 은하의 반지름의 큰 부분을 차지한 채로 관측된다. 나선은하의 약 10%가 거대 구조 형태의 나선 은하로 분류된다. 이러한 은하로는 M81, M51, M74, M100, M110등 이 있다.

## 구조의 기원
밀도파 이론은 거대 구조 나선 은하의 뚜렷한 구조에 관해 선호되는 설명이다. 밀도파 이론에 따르면, 나선팔은 은하의 원반에서 별들이 각기 다른 속도로 은하를 회전하기 때문에 발생하는 밀도파의 안쪽에서 형성 된다. 나선팔에서 별들의 위치는 영구적이지 않지만 밀한 물질 사이에 작용하는 중력으로 인해 별들은 밀한 영역에 뭉치게 된다. 별들이 나선팔에 가까워질 때, 그들은 중력을 통해 밀한 물질을 끌어당긴다. 나선팔 속을 운동할 때는 앞에서 설명한 것과 동일한 중력으로 인해 느려진다. 이로 인해 물질들이 밀한 영역에 뭉치게 된다.